# Aéroport Logistique de Sud Californie
L'aéroport logistique de Sud Californie (code IATA : VCV • code OACI : KVCV • code FAA : VCV), aussi connu comme aéroport de Victorville, est un aéroport public situé dans la ville de Victorville, dans le comté de San Bernardino, en Californie, environ 32 km au nord de San Bernardino. Avant son usage comme aéroport civil, cette installation était connue de 1941 jusqu'à 1992 comme George Air Force Base et il s'agissait d'une base de la force aérienne des États-Unis.
Dans cet aéroport se trouve la compagnie Southern California Aviation, spécialisée dans le transit d'avions de ligne.

## Installations
L'aéroport logistique de Sud Californie (SCLA, de l'anglais Southern California Logistics Airport) recouvre 930 hectares et il contient deux pistes :
- Piste 17/35 : 4,587 m × 46 m (15,050 pieds × 150 pieds), surface : asphalte/béton
- Piste 03/21 : 2,785 m × 46 m (9,138 pieds × 150 pieds), surface : asphalte/béton

Le Centre Logistique de Sud Californie, situé à proximité de l'aéroport, comporte des installations d'entrepôt de distribution de 190 m2 à 93 000 m2.